# Аксёнов, Виталий Романович
Виталий Романович Аксёнов (7 августа 1946, Ткварчели, Абхазская ССР) — советский футболист, полузащитник, российский тренер.
Начинал играть в команде «Шахтёр» Ткварчели Затем в 1968 году в составе СКА Тбилиси стал чемпионом Грузии чемпионом Вооруженных Сил СССР. В 1969—1973 годах играл в низшей лиге первенства СССР за «Динамо» Сухуми. В 1974 году перешёл в «Дружбу» Майкоп, в составе которой за семь сезонов во второй лиге провёл 250 матчей, забил 18 голов.
В дальнейшем играл в за команды КФК «Урожай» Белореченск (1981), «Мебельщик» Майкоп (1982), «Урожай» Тульский (1983—1985).
В сентябре 1997 из-за проблем со здоровьем у Софербия Ешугова был назначен главным тренером «Дружбы», с которой работал до конца следующего года.
С 2008 года — тренер-преподаватель по футболу в ДЮСШ Апшеронска.